# Yūsuke Kawazu
Yūsuke Kawazu (川津 祐介 Yūsuke Kawazu?) (Tokio, Imperio del Japón, 12 de mayo de 1935 - 26 de febrero de 2022) fue un actor japonés.

## Filmografía seleccionada

### Películas
- La condición humana (1959)
- Seishun Zankoku Monogatari (1960)
- Fuefukigawa (1960)
- Ken (1964)
- Kiri no Hata (1965)
- Kenka erejii (1966)
- Black Lizard (1968)
- Konchu daisenso (1968)
- La batalla de Okinawa (1971)
- Godzilla vs. Mechagodzilla II (1993)
- Gamera 2: Legion Shūrai (1996)
- Gamera 3: Jyashin Iris Kakusei (1999)
- Number Ten Blues (2013; filmado en 1975)

### Televisión
- Wild 7 (1972 ~ 1983)
- G-Men '75 (1979 ~ 1981) como Nagumo
- Akō Rōshi (1979) como Kobayashi
- Tokugawa Ieyasu (1983) como Sakon Shima